# Olios actaeon
Olios actaeon là một loài nhện trong họ Sparassidae.
Loài này thuộc chi Olios. Olios actaeon được Mary Agard Pocock miêu tả năm 1899.